# بایرام پاشا-مال‌تپه (متروی استانبول)
بایرام پاشا-مال‌تپه (انگلیسی: Bayrampaşa—Maltepe) یکی از ایستگاه‌های خط ام۱ متروی استانبول است.
این ایستگاه که در جنوب منطقه ایوب قرار دارد در سال ۱۹۸۹ تأسیس شده‌است.